# Axel Fornander
Axel Magnus Erland Fabian Fornander, född 24 november 1876 i Mönsterås församling, Kalmar län, död 29 juli 1944 i Oscars församling, Stockholm, var en svensk industriman. Han var bror till bergsingenjör Edvin Fornander.
Efter studier vid Filipstads bergsskola och utomlands blev Fornander 1908 överingenjör vid Forsbacka jernverks AB, disponent för samma bolag 1920 och chef för Fagersta bruks AB 1924. Fornander tillhörde styrelsen för ett stort antal svenska järn- och gruvbolag och var från 1927 ordförande i Svenska bruktjänstemannaföreningen och från 1929 i Bergshanteringens vänner. Han invaldes 1938 som ledamot av Ingenjörsvetenskapsakademien och tilldelades Jernkontorets stora guldmedalj 1942.